# 圣尼古拉斯 (布宜诺斯艾利斯)
圣尼古拉斯（San Nicolás）又名中区（El Centro），是阿根廷布宜诺斯艾利斯的一个街区, 国家和市的大部分政府机构，都设于这个街区和毗邻的蒙塞拉特，还拥有大部分金融区。七月九日大道以东的部分，称为中央商务区。
这个街区的边界是科尔多瓦大道、卡亚俄大道、里瓦达维亚大道、北拉比达（La Rábida Norte）和爱德华多·马德罗大道。居民 33,305 人。

## 历史
该区得名于原圣尼各老堂（San Nicolás），1773年祝圣，在拓宽七月九日大道时拆除。现在立于此处的是布宜诺斯艾利斯方尖碑。1770年至1822年间，布宜诺斯艾利斯都主教座堂在该区修建。随着拉普拉塔总督辖区,的建立，布宜诺斯艾利斯的商人们在1802年建造了博尼奥码头，很快成为该市的主要航运码头。1794年，大英帝国在这里开设了领事馆，在该区形成了具有相当规模的英国侨民社区，称为“英国区”。1810年，他们成立了英国商会，1822年，英国领事馆成为布宜诺斯艾利斯第一家现代银行的所在地。

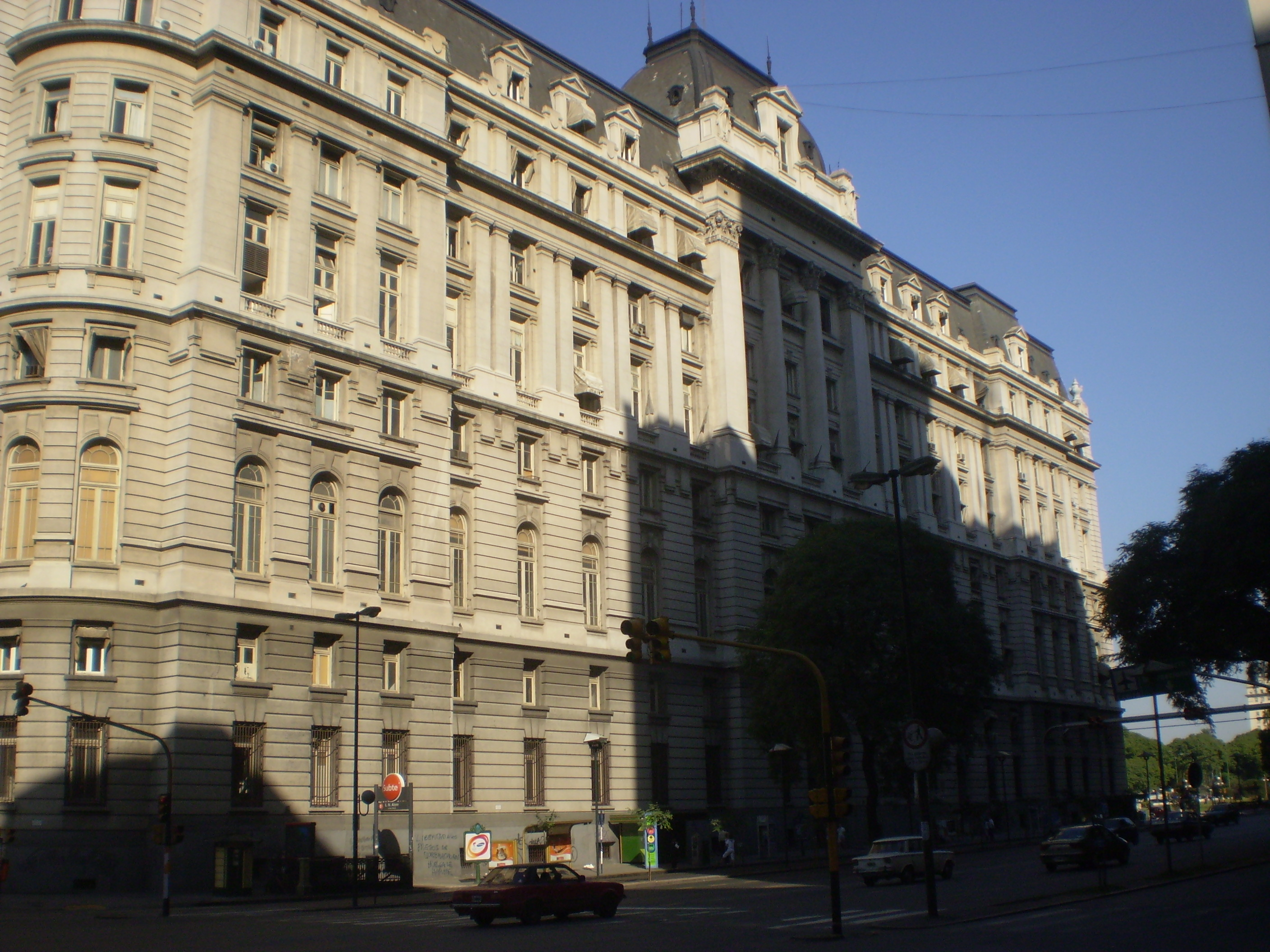
原中央邮局

由于与大英帝国有着密切的商业联系，1830年，省长胡安·曼努埃尔·德·罗萨斯将该地区的一块土地捐赠给圣公会，新建了圣公会圣施洗约翰座堂，这是布宜诺斯艾利斯现存最古老的教堂。1836年，不断壮大的美国社区，也在附近建立了第一座卫理公会教堂。1854年，布宜诺斯艾利斯证券交易所成立。圣尼古拉斯仍然是阿根廷的金融中心，阿根廷中央银行和阿根廷最大的银行阿根廷国民银行的存在，突显了该地区作为金融中心的重要性。这一地区还开通了拉丁美洲第一个火车站，于1857年投入使用，面对今天的哥伦布剧院。
一些知名的英国侨民住在圣尼古拉斯街区，包括来自伦敦的高兰德。1862年，英国人建立了伦敦和拉普拉塔河银行，位于皮耶达德街和雷诺奎斯塔街的转角。
1875年后阿根廷经济快速发展，在圣尼古拉斯河岸土地的开垦中表现得尤为明显，洗衣女工最喜欢的河岸变成了“七月散步道”（今莱安德罗•阿勒姆大道），中央炮兵场变成了城市公园。1913年，该地区的马拉电车网络，让位给南半球第一个地铁站，20世纪20年代和30年代，又增加了哥伦布剧院和塞万提斯剧院等著名机构，北对角线大道、布宜诺斯艾利斯中央邮局等地标性建筑，热门剧院和电影院密度居世界上最高之列。
1936年，圣尼古拉斯目前的布局确定下来，为修筑七月九日大道第一段，拆除了五个街区，包括许多历史地标建筑，如德普拉塔市场和圣尼各老堂）。

## 经济
圣尼科拉斯包括大部分的布宜诺斯艾利斯中央商务区，是众多主要阿根廷公司的总部所在地，包括 阿根廷航空、 国民银行、Banco Macro、布宜诺斯艾利斯市银行、《国家报》、邦吉公司、Macri 集团、布宜诺斯艾利斯证券交易所，以及许多国际公司的当地办事处，如波士顿银行、BBVA、花旗银行、德意志银行、汇丰银行、IBM、微软、桑坦德银行和德钦集团。大部分佛罗里达街零售区、重要的太平洋拱廊购物中心、月亮花园体育场，以及科连特斯大道电影院和剧院区，也位于该区。

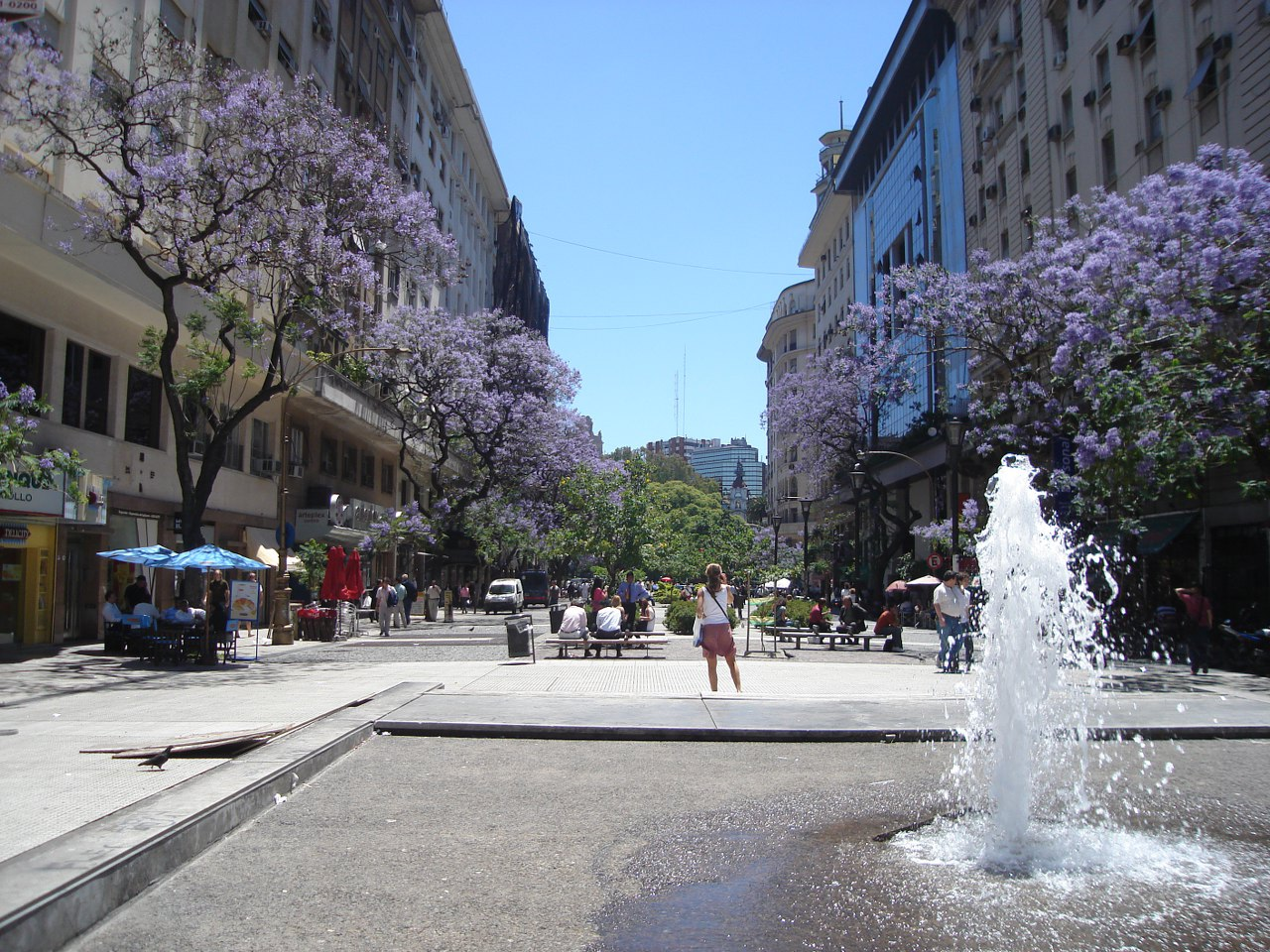
北对角线大道
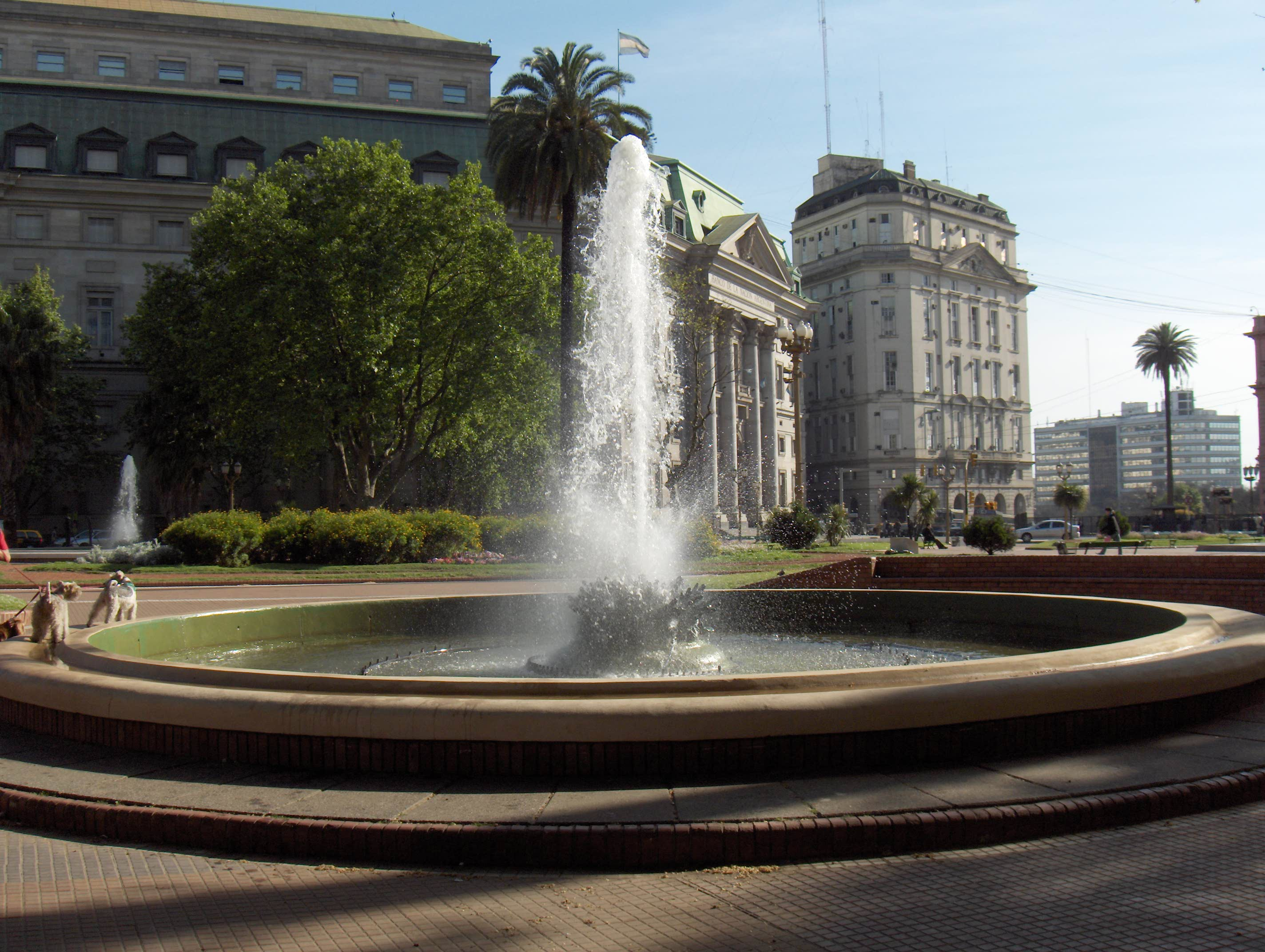
国家银行与SIDE
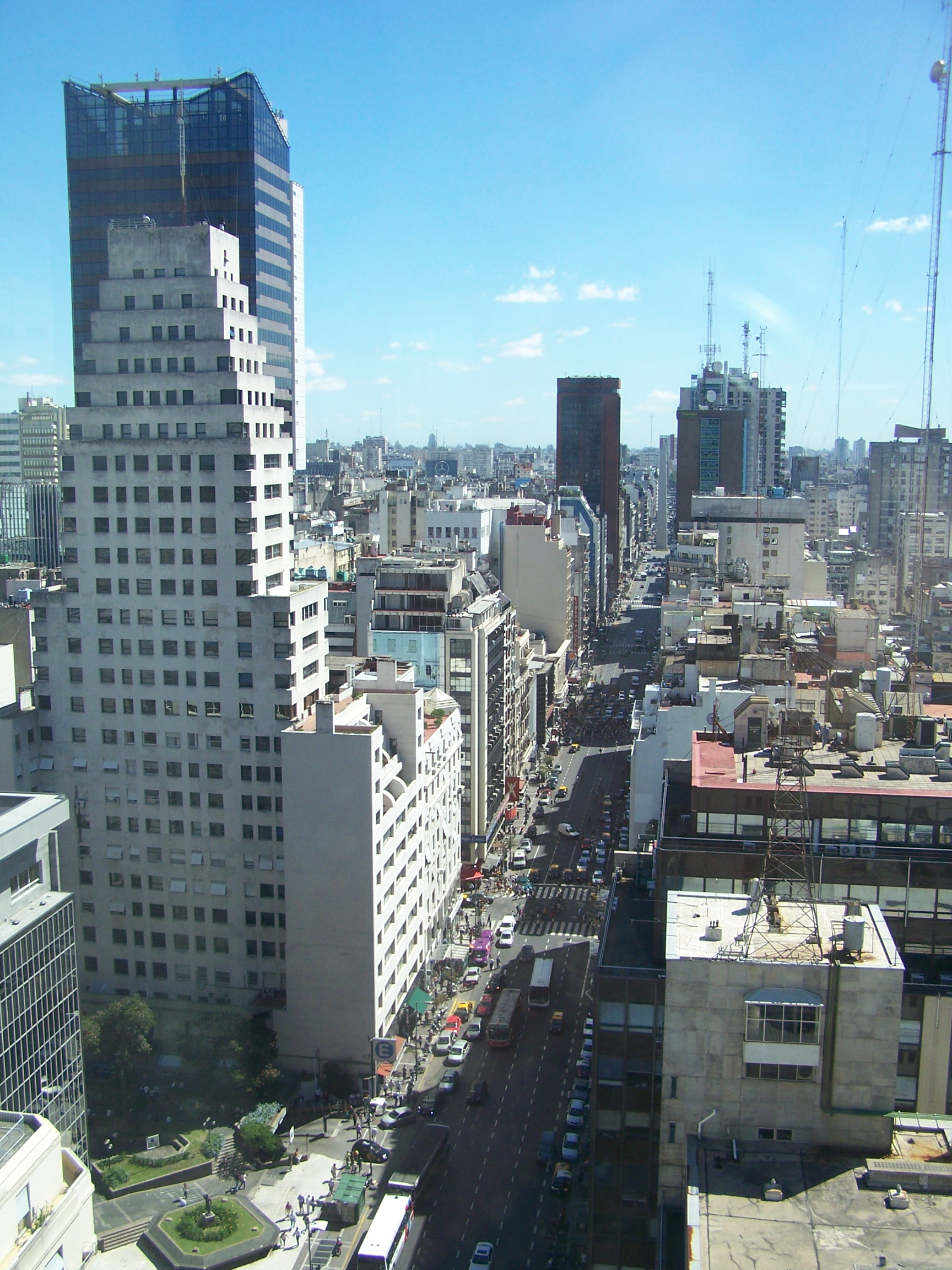
科连特斯大道
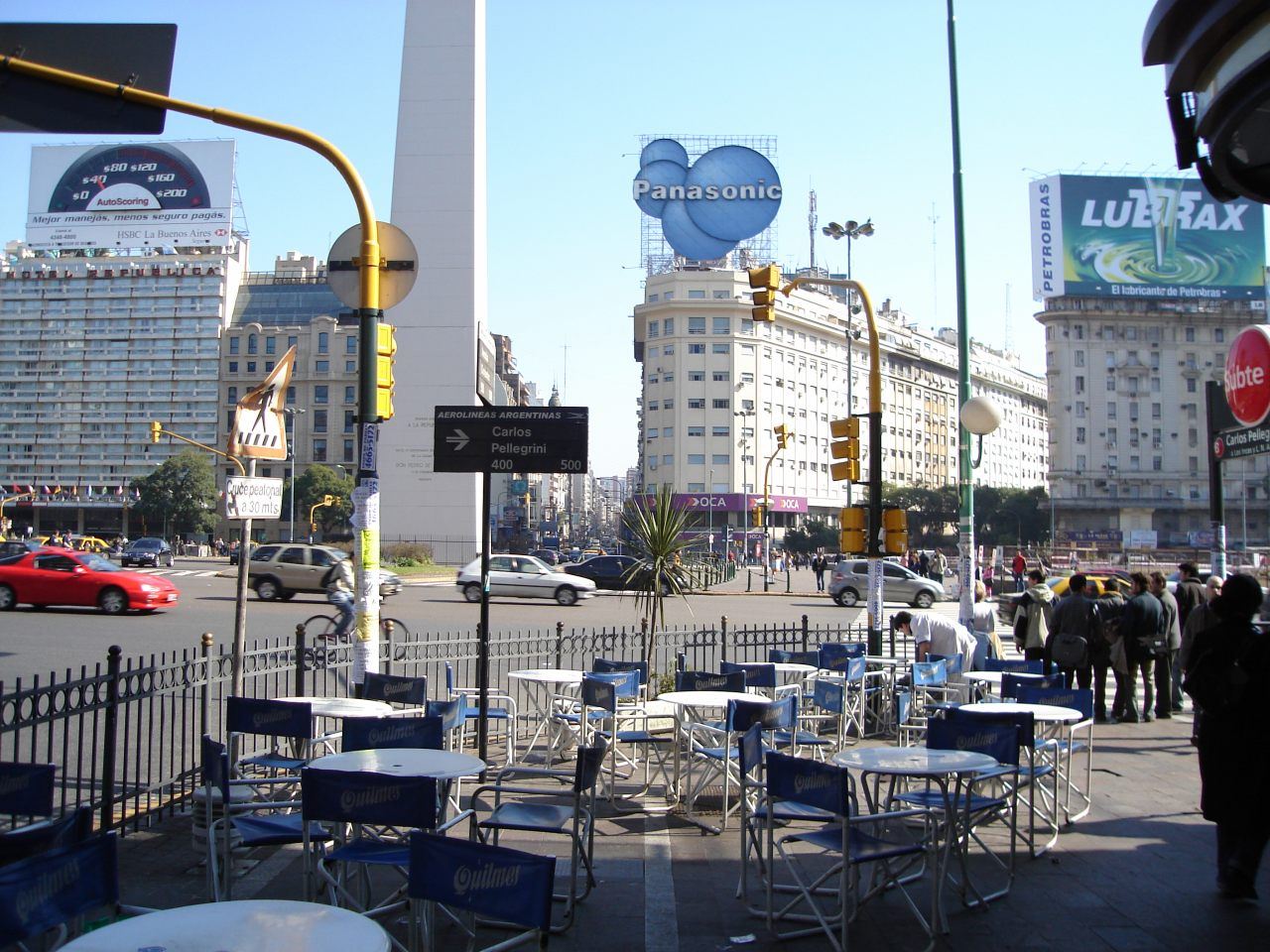
科连特斯大道与七月九日大道转角
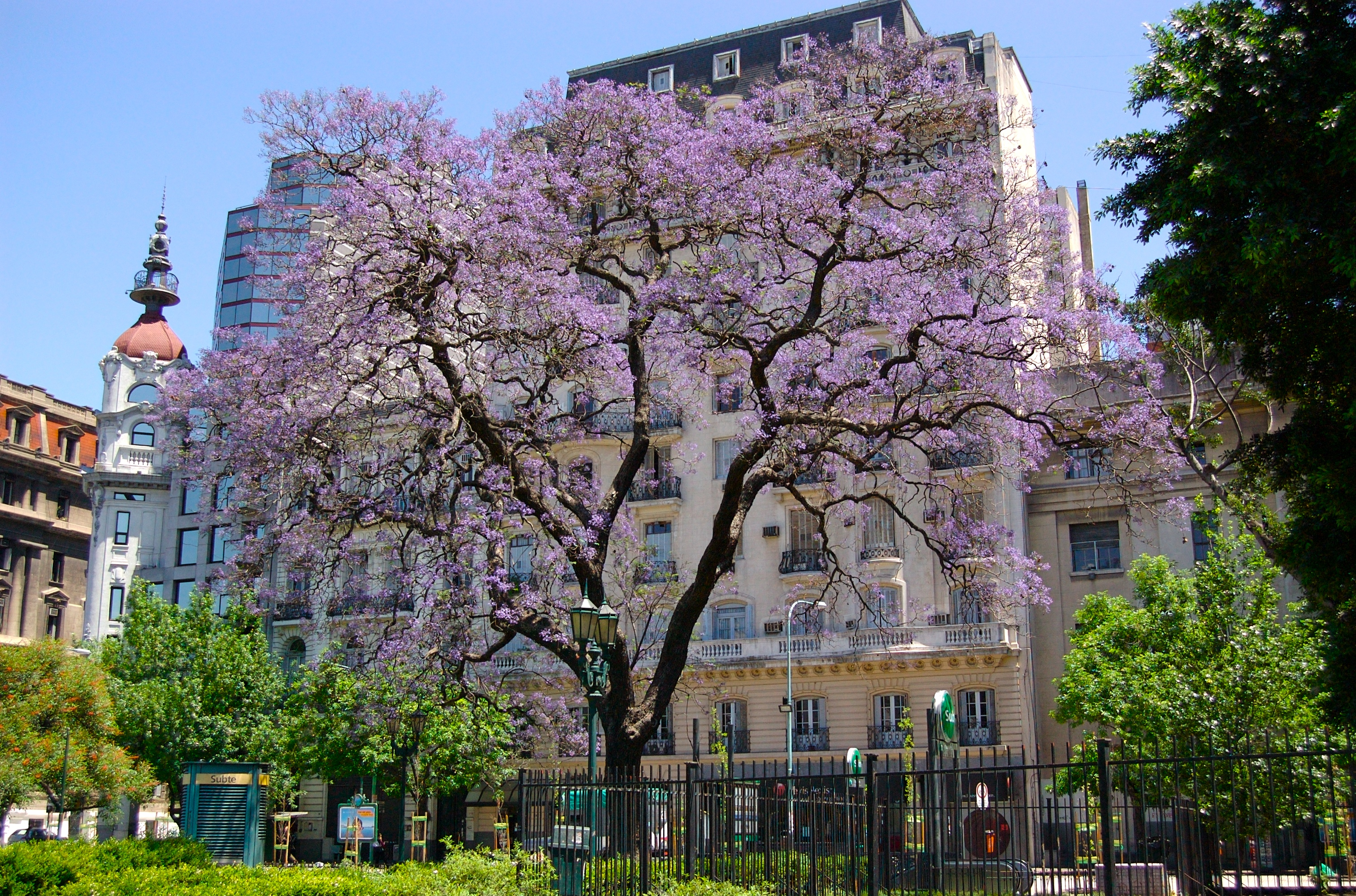
拉瓦莱公园
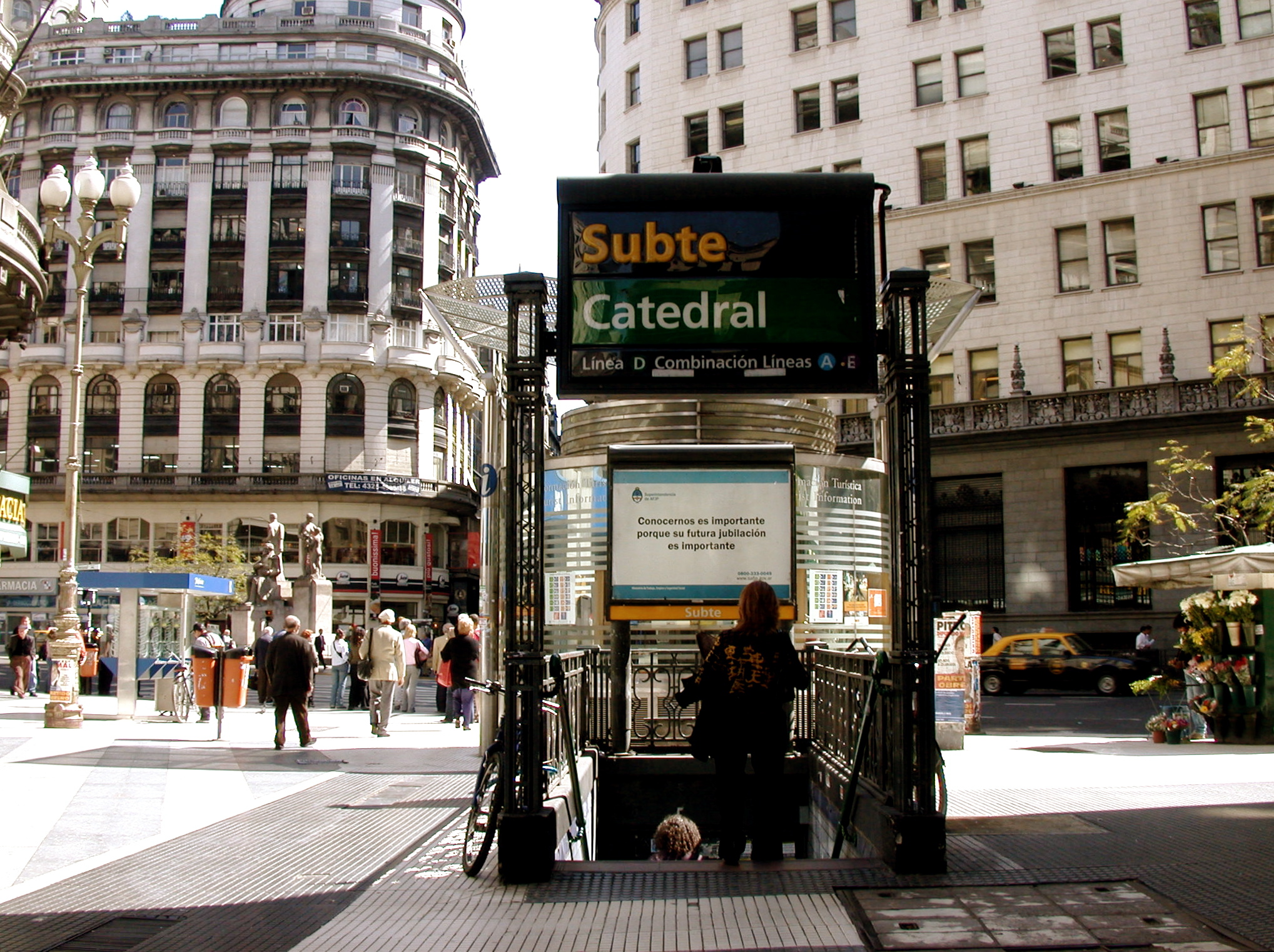
佛罗里达街与北对角线大道
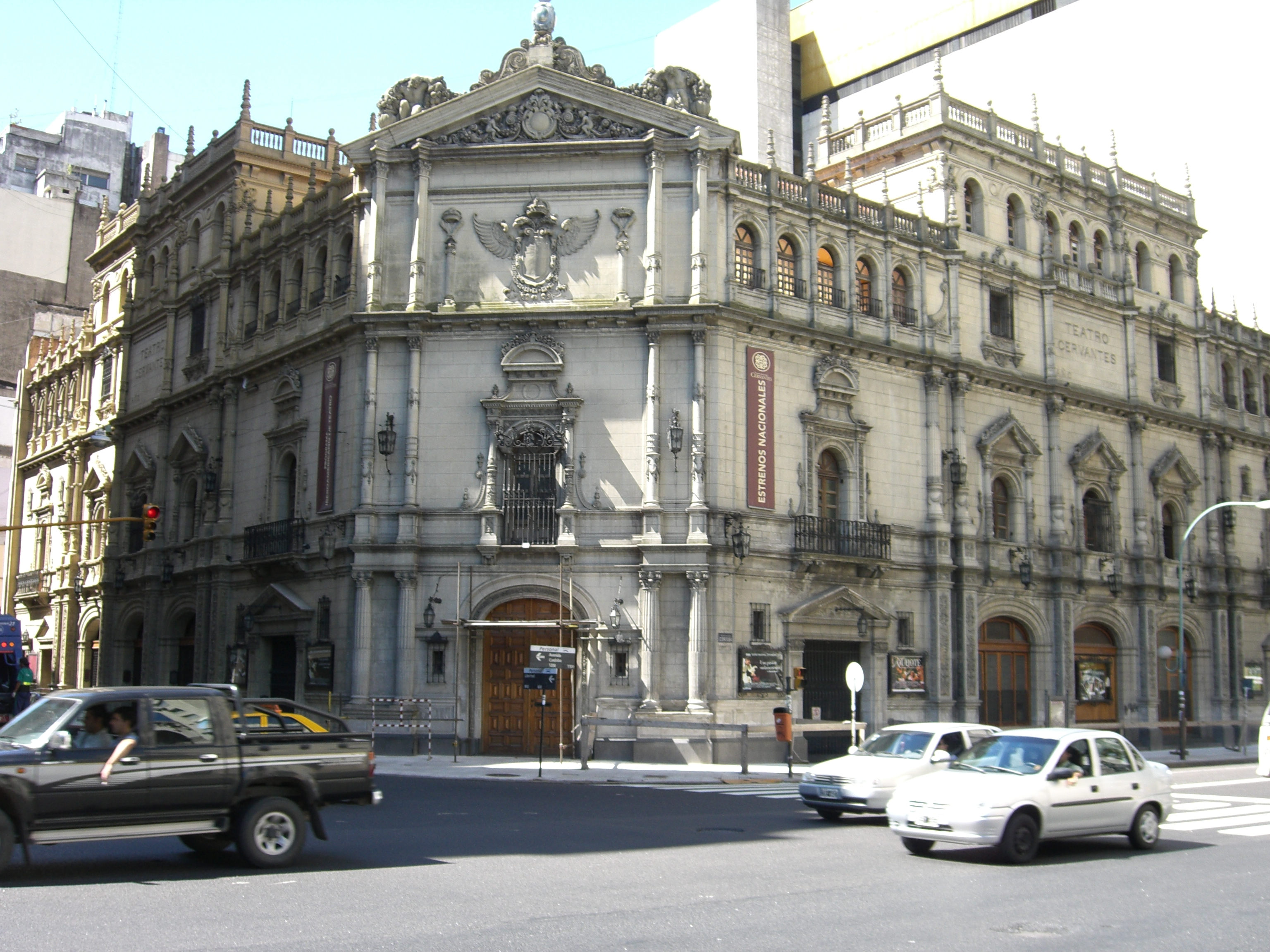
塞万提斯剧院
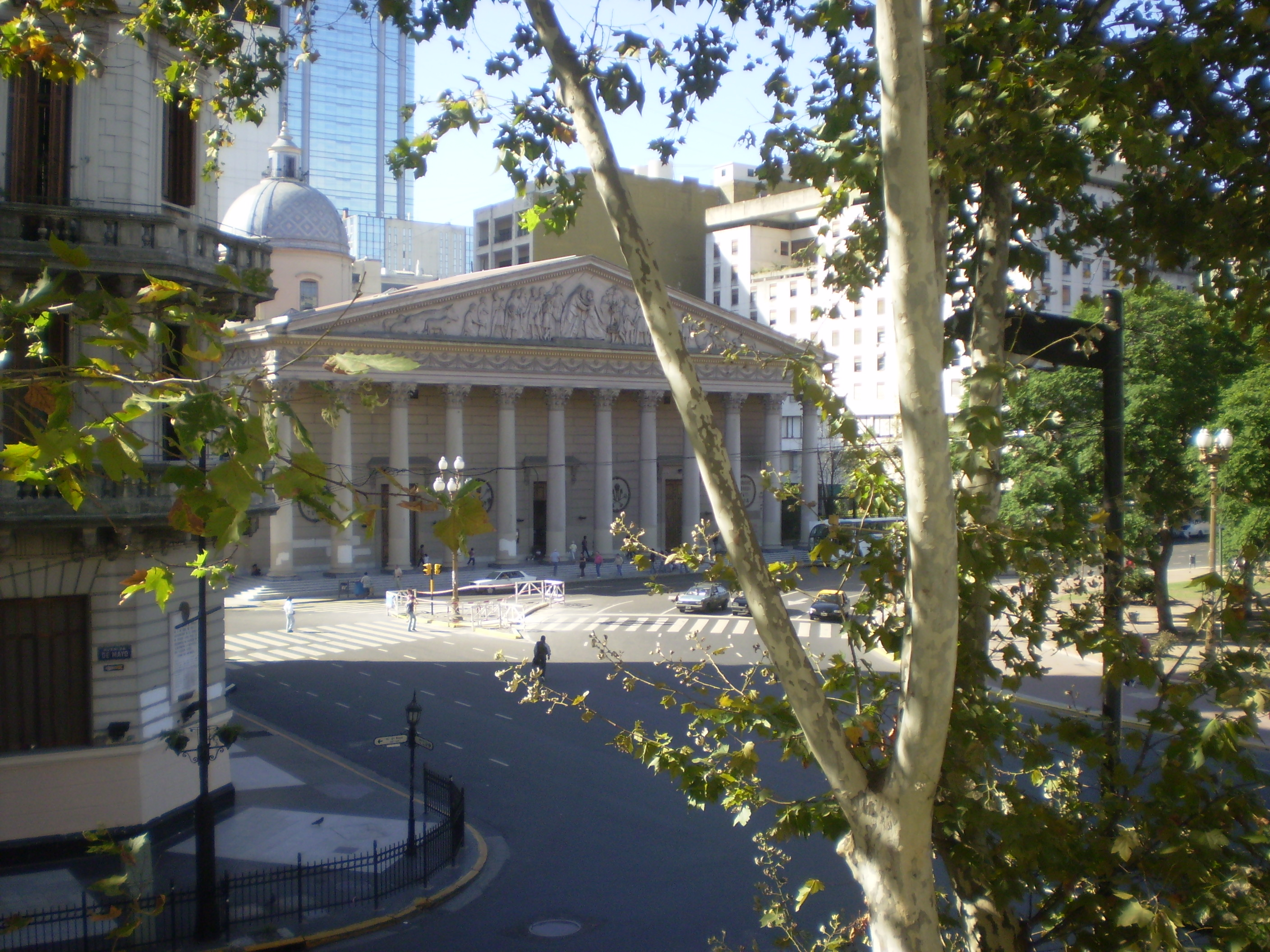
布宜诺斯艾利斯都主教座堂
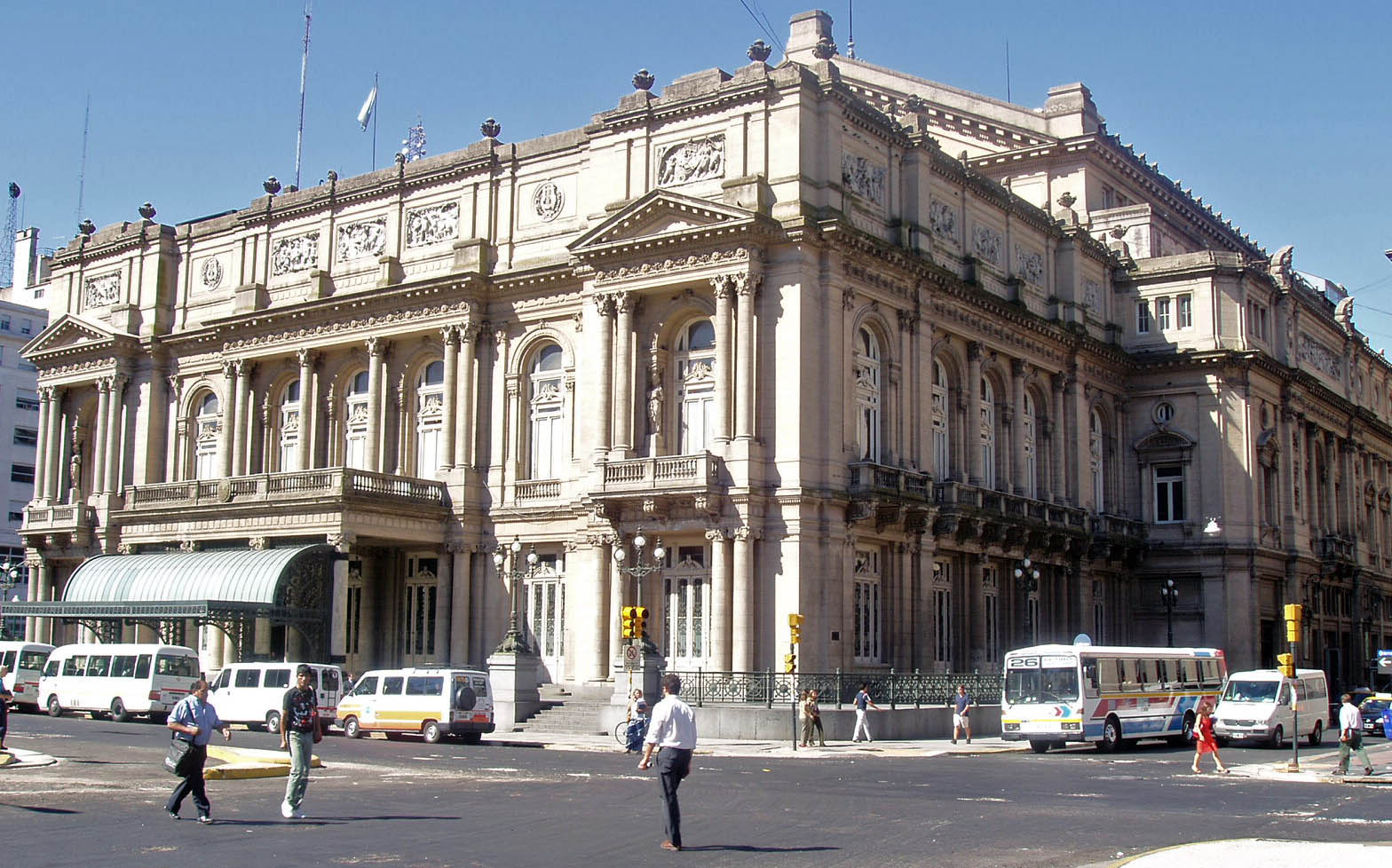
哥伦布剧院
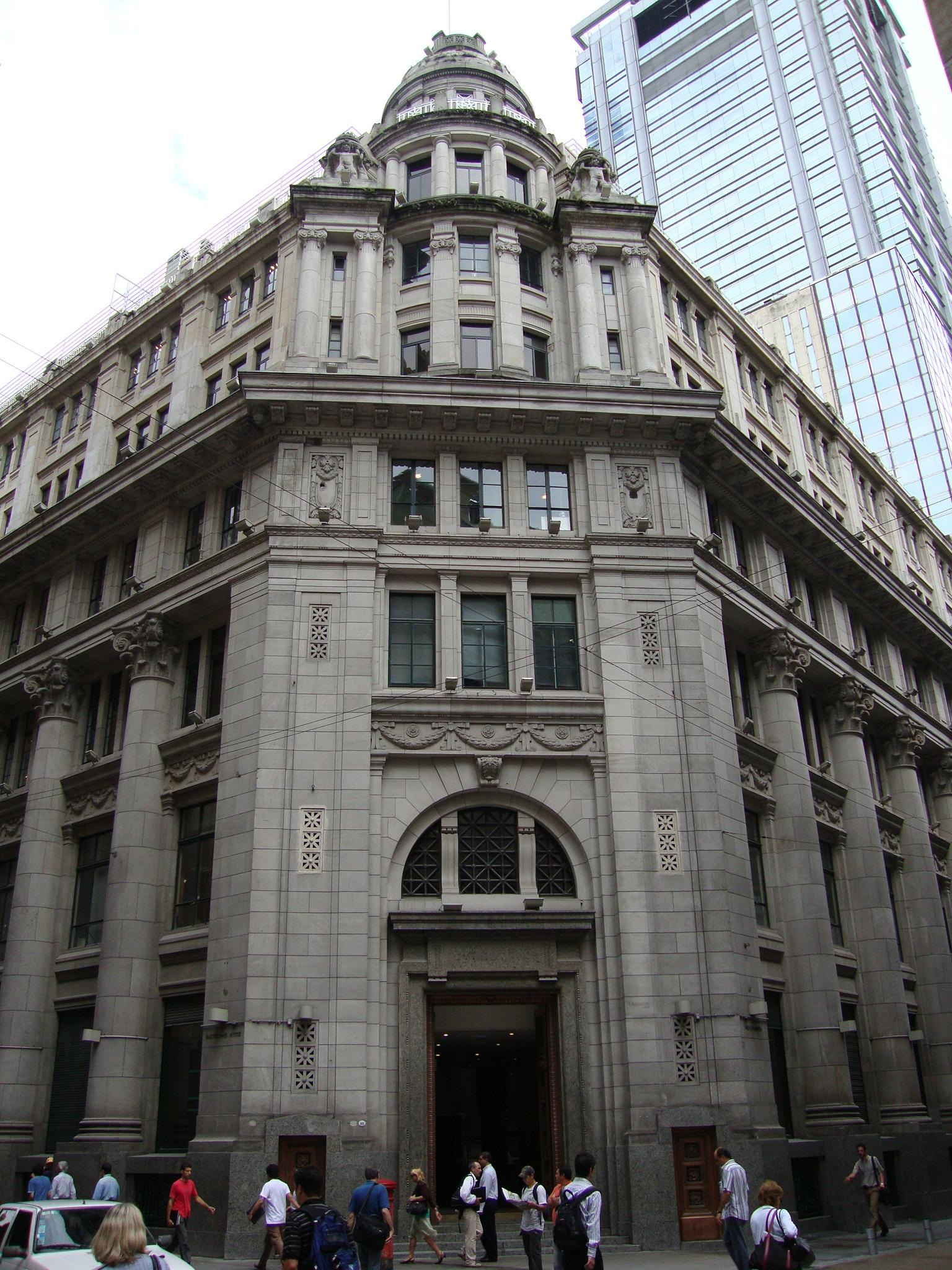
德国跨大西洋银行
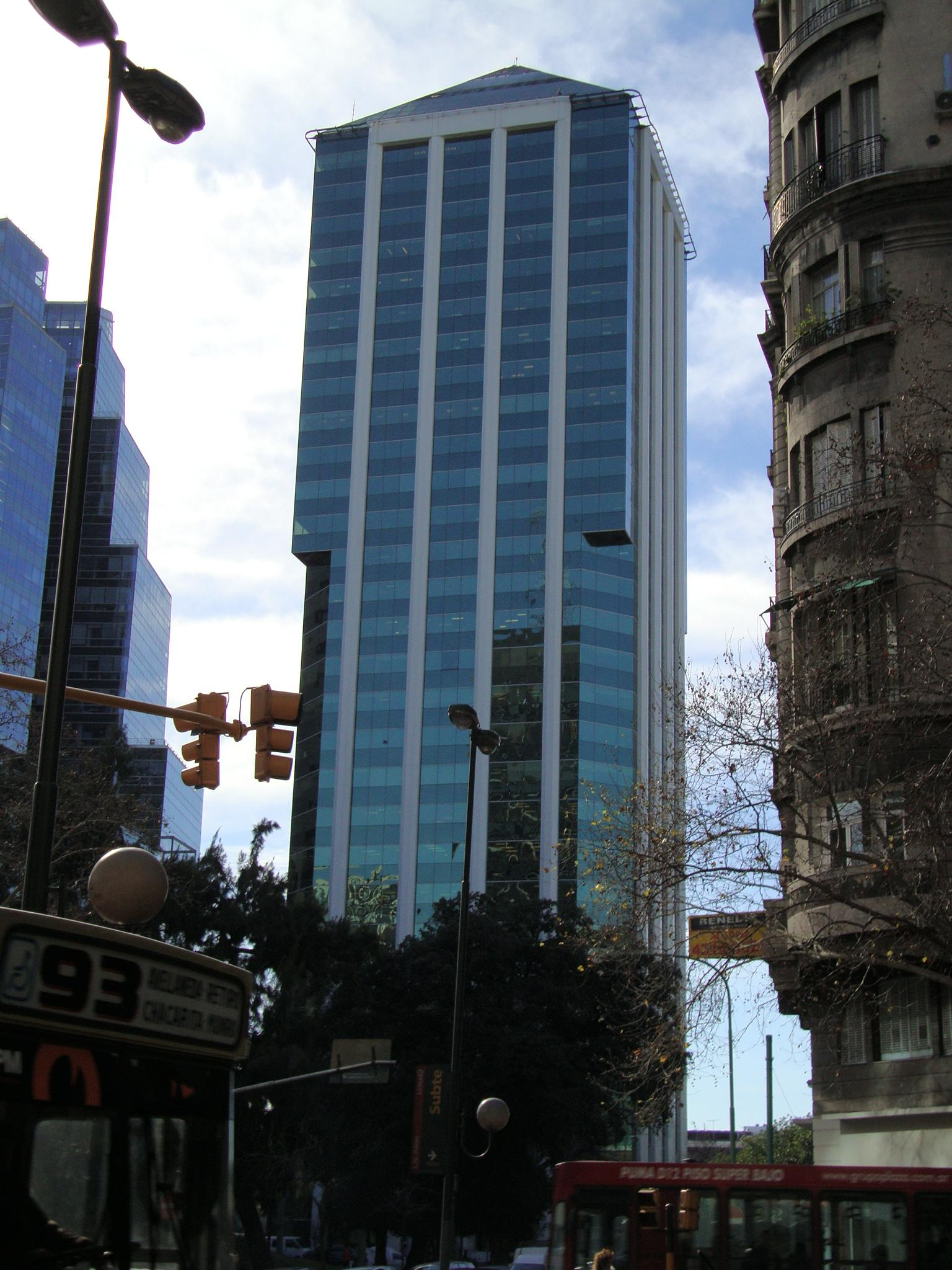
布查德塔, 阿根廷航空总部
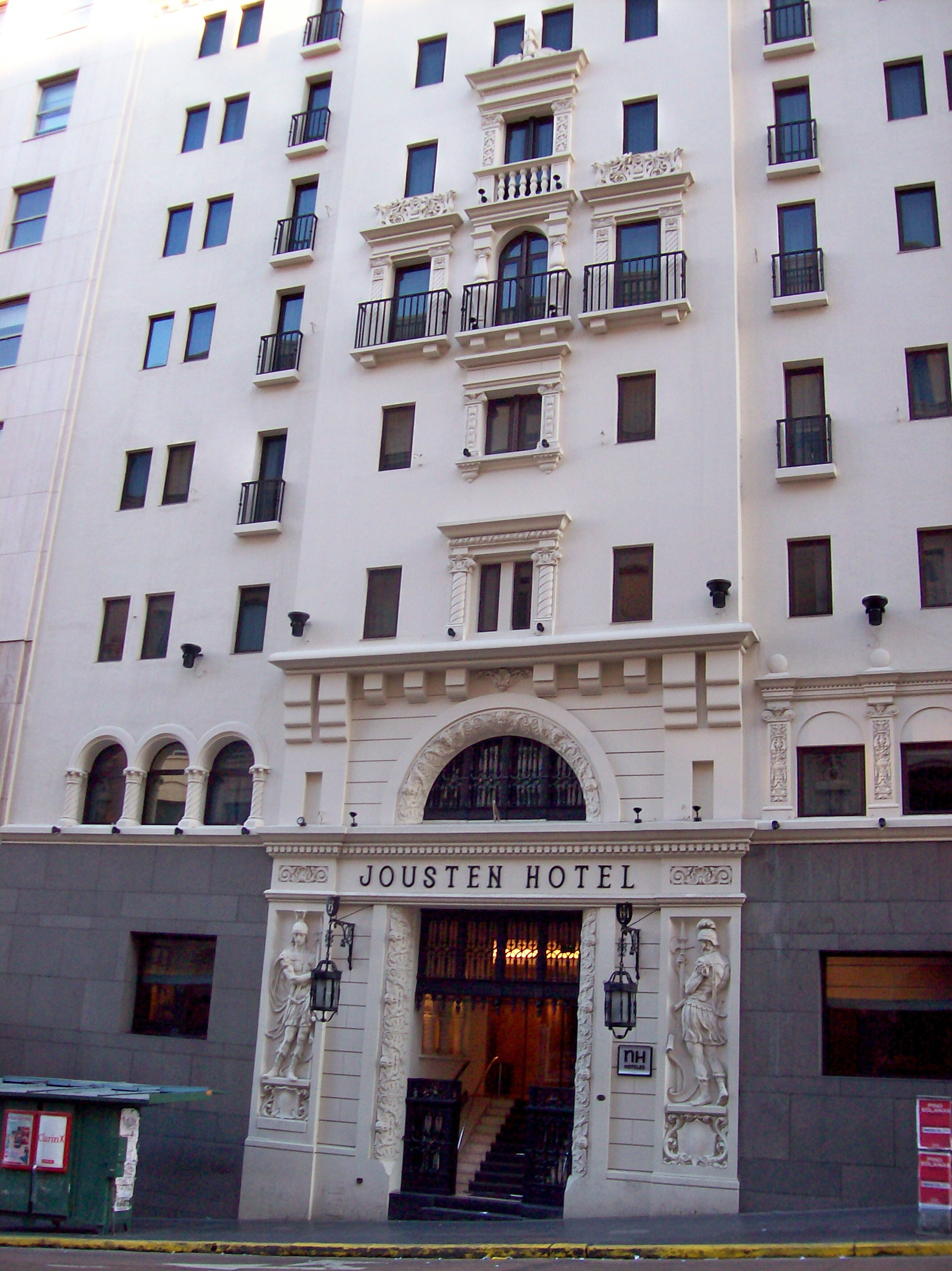
朱斯滕酒店
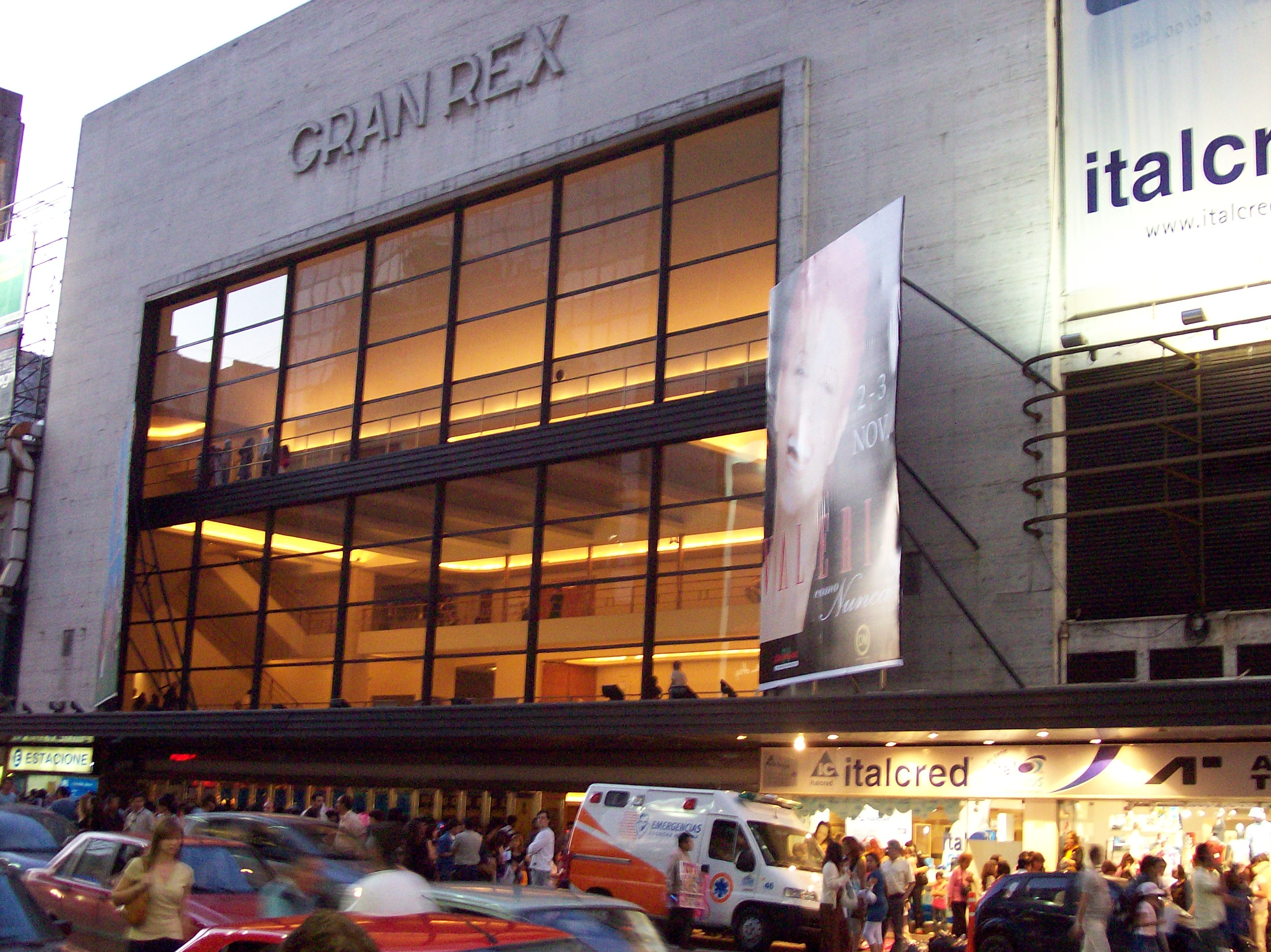
大雷克斯剧院
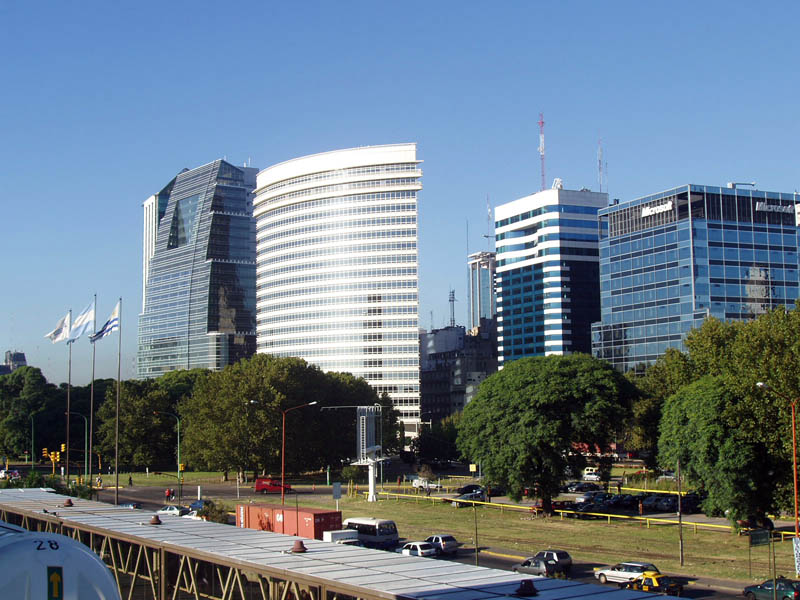
爱德华多·马德罗大道
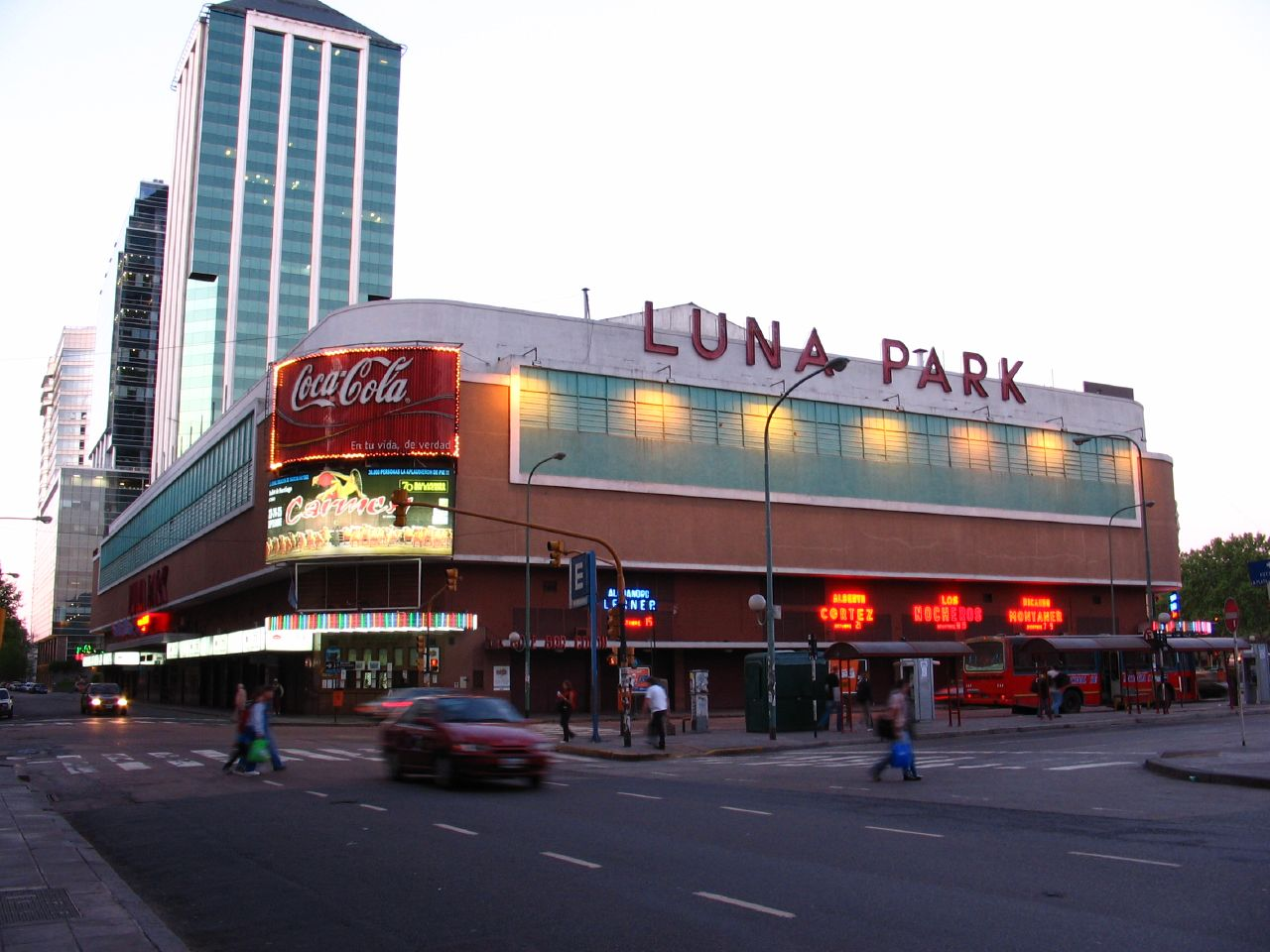
月亮公园体育场